# Hans Rapold
Hans Rudolf Rapold (* 11. Juni 1920 in Zürich; † 13. Januar 2018 in Brunnen) war ein Schweizer Offizier, Instruktionsoffizier der Infanterie, Generalstabsoffizier, Divisionär, Stellvertreter des Generalstabschefs, Unterstabschef Planung, Stabschef für strategische und operative Schulung und Autor.

## Leben
1940 erwarb er das Lehrdiplom am Lehrerseminar und 1944 das Sekundarlehrerdiplom in Zürich. Er studierte Geschichte und deutsche Literatur an den Universitäten Zürich, Neuenburg, Genf und Lausanne. 1950 erhielt er den Doktortitel. 1951 begann er seine militärische Laufbahn als Offiziersausbilder der Infanterie. Ab 1954 wurde er Generalstabsoffizier, 1972 Divisionär, 1972–1980 Stellvertreter des Generalstabschefs, 1972–1973 Unterstabschef Planung, von 1974 bis Mitte 1980 war er Stabschef für strategische und operative Schulung im Rang eines Divisionärs.
Er besass ein Ferienhaus in Astano und starb in Brunnen.

## Schriften
Er ist Autor zahlreicher Publikationen zur Militärgeschichte, u. a.:
- Strategische Probleme der schweizerischen Landesverteidigung im 19. Jahrhundert.Huber, Frauenfeld 1951. (Zugl. Diss. phil. I Zürich, 1951). Rezension in: Allgemeine Schweizerische Militärzeitschrift (ASMZ). 117 (1951), Nr. 7 (Juli) S. 522–524 (Digitalisat in E-Periodica).
- Zum Rücktritt des Generalstabschefs. In: Allgemeine Schweizerische Militärzeitschrift. 146 (1980), Nr. 12, S. 685–686 (Digitalisat) in E-Periodica.
- Frieden wagen – Frieden sichern? Zur Diskussion über Sicherheit und Abrüstung. Verlag SOI, Bern 1982, ISBN 978-3-85913-117-0. (Tatsachen und Meinungen; 46).
- Der Schweizerische Generalstab / L’Etat-major général suisse. Band V: Zeit der Bewährung? Die Epoche um den Ersten Weltkrieg 1907–1924. Helbing & Lichtenhahn, Basel 1988, ISBN 978-3-7190-0999-1.
- Die Rolle der Armee in zwei Weltkriegen. In: Neue Zürcher Zeitung. Nr. 181, 8. August 1989, S. 15–16 (Digitalisat in e-npa.ch).
- mit Hans R. Fuhrer, Walter Lüem, Jean J. Rapin, Hans Senn (Hrsg.): Die Geschichte der schweizerischen Landesbefestigung. Orell Füssli, Zürich 1992.
- Ultimare i lavori o lasciare cadere in rovina, sul Passo del San Gottardo, queste nostre testimonianze del passato? In: Rivista militare della Svizzera italiana. 68 (1996), Nr. 1, S. 3–4 (Digitalisat in E-Periodica).
- Rezension von: Rudolf Jaun: Preussen vor Augen. Chronos Verlag, Zürich 1999. In: Allgemeine Schweizerische Militärzeitschrift. 166 (2000), Nr. 7/8, S. 67 (Digitalisat in E-Periodica).
- La Svizzera ha prolungato la seconda guerra mondiale? In: Rivista militare della Svizzera italiana. 73 (2002), Nr. 3, S. 25 (Digitalisat in E-Periodica).